# Empreinte écologique

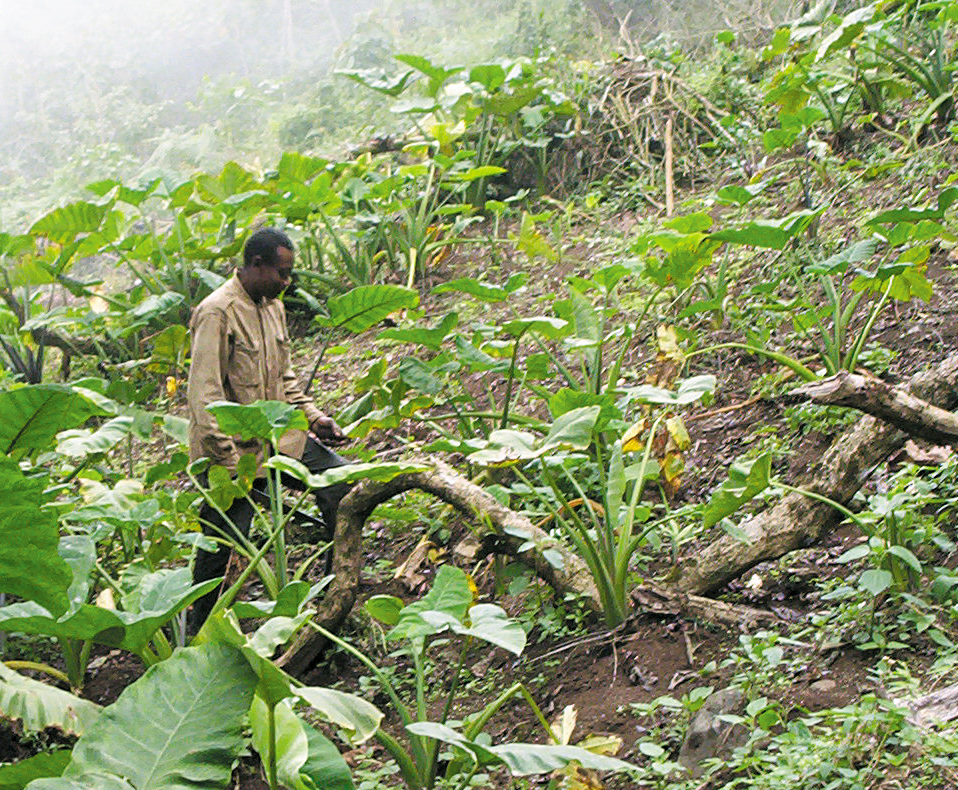
L'économie de subsistance, outre le fait qu'elle rend direct le calcul portant sur les surfaces agricoles employées, pèse peu vis-à-vis de l'empreinte écologique.

Excédent ou déficit écologique national (2013).

Pour les articles homonymes, voir empreinte et écologie.
| - x ≤ -9 - -9 < x ≤ -8 - -8 < x ≤ -7 - -7 < x ≤ -6 - -6 < x ≤ -5 | - -5 < x ≤ -4 - -4 < x ≤ -3 - -3 < x ≤ -2 - -2 < x ≤ -1 - -1 < x < 0 | - 0 ≤ x < 2 - 2 ≤ x < 4 - 4 ≤ x < 6 - 6 ≤ x < 8 - 8 ≤ x |

L'empreinte écologique ou empreinte environnementale est un indicateur et un mode d'évaluation environnementale qui comptabilise la pression exercée par les humains envers les ressources naturelles et les « services écologiques » fournis par la nature. Plus précisément, elle mesure les surfaces alimentaires productives de terres et d'eau nécessaires pour produire les ressources qu'un individu, une population ou une activité consomme et pour absorber les déchets générés, compte tenu des techniques et de la gestion des ressources en vigueur. Cette surface est exprimée en hectares globaux (hag), c'est-à-dire en hectares ayant une productivité égale à la productivité moyenne.
Le calcul de l'empreinte écologique d'une entité ou d'un territoire répond à une question scientifique précise, et non à tous les aspects de la durabilité, ni à toutes les préoccupations environnementales. L'empreinte écologique aide à analyser l'état des pressions sur l'environnement sous un angle particulier, en partant de l'hypothèse que la capacité de régénération de la Terre pourrait être le facteur limitant pour l'économie humaine si elle continue à surexploiter ce que la biosphère est capable de renouveler. Une métaphore souvent utilisée pour l'exprimer est le nombre de planètes nécessaires à une population donnée si son mode de vie et de consommation était appliqué à l'ensemble de la population mondiale.

## Utilité
Méthode de comptabilité environnemental, l'empreinte écologique estime la pression exercée sur la nature par une population en déterminant la surface terrestre nécessaire pour subvenir à ses besoins. Elle permet de comparer les populations entre elles quant à la consommation des ressources naturelles.
Être en « dépassement écologique » signifie que l'on déprécie (localement, pour le présent ou le futur) du capital naturel (en puisant dans les stocks plutôt que dans le surplus généré annuellement par la nature) et/ou que l'on accumule des déchets dans l'environnement (en émettant plus de déchets que ce que la nature peut assimiler annuellement).
L'empreinte écologique peut aussi donner une mesure de la pression environnementale découlant de la production d'objets tels que, par exemple, voiture, ordinateur ou téléphone portable.

## Éléments de définition
L'empreinte écologique est un indicateur et un mode d'évaluation environnementale qui comptabilise la pression exercée par les hommes sur les ressources naturelles et les « services écologiques » fournis par la nature.
Le professeur britannique Colin Fudge propose une définition simple : pour lui, l'empreinte écologique est « la superficie géographique nécessaire pour subvenir aux besoins d'une ville et absorber ses déchets ».
Pour William E. Rees, un des pères du concept d'« empreinte écologique », économiste environnemental à l'université de la Colombie-Britannique (Vancouver), l'empreinte écologique est la « surface correspondante de la terre productive et des écosystèmes aquatiques nécessaires à produire les ressources utilisées et à assimiler les déchets produits par une population définie à un niveau de vie matériel spécifié, là où cette terre se trouve sur la planète ».
Pour l'OCDE il s'agit de la « mesure en hectares de la superficie biologiquement productive nécessaire pour pourvoir subvenir aux besoins d’une population humaine de taille donnée ».
Par extension, on peut calculer l'empreinte d'un objet (un ordinateur, une voiture, un meuble en bois exotique) grâce à l'analyse du cycle de vie, en considérant la surface moyenne liée aux ressources nécessaire à l'extraction et au transport des matériaux, à sa fabrication, son fonctionnement et son élimination.
Par exemple, les empreintes en l'an 2000 étaient estimées respectivement à :
- téléphone portable : de 0,6 % (vieux modèles) à 0,4 % (modèles récents) de la surface terrestre bioproductive nécessaire par tête ;
- ordinateur portable : 9 % de la surface terrestre bioproductive.

### Formule virtuelle
Cette « surface » métaphorique est virtuelle mais traduit une réalité très concrète ; dans un monde fini où la population croît, plus cette « empreinte » est large, plus on s’éloigne de l'idéal de soutenabilité et de durabilité du développement (autrement dit, métaphoriquement, plus l'entité est « lourde », plus son empreinte sera profonde et moins réversible sur la planète, surtout si la surface dont elle dispose est petite).
En d'autres termes :Empreinte écologique − biocapacité = dépassement écologique
avecBiocapacité = surface × bioproductivité
etEmpreinte écologique = population × consommation par personne × intensité en ressources et en déchets

## Histoire et origine du concept
Le terme d'empreinte écologique s’inscrit dans la lignée du Club de Rome qui voit l'apparition de plusieurs indicateurs mesurant l'impact humain sur la nature, avec notamment l'I PAT (en), et apparaît au moment de la Conférence de Rio (« Sommet de la Terre ») en 1992 dans le premier article académique intitulé Ecological Footprints and Appropriated Carrying Capacity: What Urban Economics Leaves Out (empreintes écologiques et capacité de charge appropriée : ce que l'économie urbaine laisse de côté) écrit par le Professeur de planification urbaine William E. Rees de l'Université de la Colombie-Britannique. Le concept et la méthode se développe comme thèse de doctorat de Mathis Wackernagel sous la direction de William Rees, entre 1990 et 1994. Le résultat de la thèse est publié en 1995 : constatant que les habitants d'une ville avaient besoin d'une certaine surface de terres biologiquement productives (surfaces agricoles, espaces forestiers), un indicateur peut mesurer cette pression humaine sur les ressources naturelles en comparant « l'offre » en ressources naturelles à la « demande » humaine sur ces ressources. Wackernagel et Rees publient alors un livre intitulé Our Ecological Footprint: Reducing Human Impact on the Earth dans lequel ils affinent le concept et la méthode de calcul, l'indicateur d'empreinte écologique étant étendu à l'ensemble de la planète. Ce livre est traduit en français en 1999 sous le titre Notre empreinte écologique. Le plus récent livre en français est Empreinte écologique et biocapacité - Bien vivre avec une seule planète (avec Bert Beyers) publié en 2021.
Depuis 2003, le think tank « Global Footprint Network », ONG cofondée par Mathis Wackernagel et Susan Burns, est chargé du perfectionnement de la méthodologie ainsi que de la mise à jour des résultats. Global Footprint Network publie ainsi chaque année un atlas détaillant l'empreinte écologique de chaque pays.
L'événement le plus reconnu basé sur l'empreinte écologique est le Jour du dépassement de la Terre, qui est tombé le 28 juillet en 2022.
En 2022, le Cadre Mondial de la biodiversité de Kunming à Montréal a adopté l'empreinte écologique comme indicateur. Dans les Objectifs pour 2050 du Cadre de Kunming à Montréal, cible 16 stipule que « d'ici à 2030, réduire l'empreinte mondiale de la consommation de manière équitable, y compris en réduisant de moitié le gaspillage alimentaire mondial, en réduisant de manière significative la surconsommation et en réduisant de manière substantielle la production de déchets, afin que toutes les populations puissent vivre bien en harmonie avec la Terre nourricière ». Dans le Cadre de suivi du cadre mondial de la biodiversité de Kunming-Montréal, l'indicateur est mentionné quatre fois.
Des logiciels dits « calculateurs » ont été produits et affinés pour mesurer des empreintes écologiques à diverses échelles, y inclus pour les individus, sur la base de données publiées et comparables, par exemple le calculateur carbone personnel de l'ADEME.
L'empreinte écologique a connu un succès croissant à partir de la fin des années 1990. Le WWF a fortement contribué à le populariser, avec en France l'association 4D, puis Agora 21, ainsi que quelques collectivités (Conseil Régional Nord pas de Calais, Ville de Paris, Conseil Général du Nord), cette dernière étant encouragée par la DATAR qui la cite en exemple de bonne pratique, mais sans cependant l'utiliser. Ce qui s'explique notamment du fait que, à partir des années 2000, les tentatives de calcul d'empreinte écologique de collectivités "sous nationales", ont été fortement critiquées par la communauté scientifique mondiale. Ce qui donnera lieu au Royaume-Uni à un grand programme de recherche (The Mass Balance Movement) réalisé en collaboration avec Mathis Wackernagel, duquel sortira une nouvelle méthodologie de calculs des empreintes territoriales (voir dessous le paragraphe : Empreinte écologique des régions et collectivités territoriales françaises).
Elle est publiée tous les deux ans par l'association WWF, dans le Rapport Planète Vivante, dès 2000. La notion d'empreinte écologique a été diffusée au Sommet de Johannesburg par WWF en 2002. Cet indicateur est notamment considéré comme un moyen de communication puissant pour le grand public.
L’empreinte écologique tire aussi son inspiration des approches géobiophysiologiques de la biosphère et de l'écologie du XXe siècle qui ont contribué à la notion unifiante de sustainability (soutenabilité du développement) et au concept économique d'« internalisation des coûts externes (environnementaux et sociaux) ».
La boîte à outils de l’empreinte écologique dérive aussi des approches « Étude d’impact » et « Mesures conservatoires et compensatoires » qu’elle contribue à grandement rénover, avec d’autres outils tels que le Bilan carbone ou le Profil environnemental. Le calcul de l'empreinte en lui-même est neutre : il ne fait qu'exposer des faits. On peut cependant interpréter le dépassement actuel (et l'augmentation de la dette écologique) comme une nécessité de développer des mesures compensatoires écologiquement efficientes et fonctionnelles.

## Calcul de la biocapacité et de l’empreinte écologique
Selon le guide du Global Footprint Networks, le calcul actuel de l'empreinte se fonde sur les concepts et sous-calculs suivants :

### Biocapacité
Sur l’ensemble de la surface terrestre (environ 51 milliards d’hectares), on estime qu’environ 12 milliards d’hectares (terrestres et aquatiques) sont bioproductifs au sens où ils créent chaque année une certaine quantité de matière organique grâce à la photosynthèse. Dans les déserts et la majeure partie des océans, la photosynthèse existe aussi mais est trop diffuse pour que ses produits soient exploités par l’homme.
On distingue cinq types de surfaces bioproductives (données 2009) :
- les champs cultivés (environ 1,6 milliard d’ha) ;
- les pâturages (environ 3,4 milliards d’ha) ;
- les forêts (environ 3,9 milliards d’ha) ;
- les pêcheries (environ 2,9 milliards d’ha) ;
- les terrains construits (en effet, on fait l’hypothèse que les villes se sont le plus souvent construites sur des terres arables) (environ 0,2 milliard d’ha).

Afin de pouvoir agréger ces différentes surfaces, on les convertit en une nouvelle unité, l’hectare global (hag), qui représente un hectare de bioproductivité moyenne sur Terre une année donnée. Le poids de chaque type de surface est ainsi modifié ce qui s’explique par le fait qu’ils ne produisent pas tous la même quantité de services (un hectare de pâturages est par exemple moins productif qu’un hectare de cultures).
Au niveau national, le calcul de la biocapacité pour chaque type de surface prend en compte la productivité du pays par rapport à la moyenne mondiale. Cette productivité inférieure ou supérieure à la moyenne s’explique par les différences dans la technologie disponible, le climat, la qualité des sols…
On notera que des pratiques agricoles non durables peuvent faire augmenter la biocapacité du terrain considéré : l’empreinte écologique n’est pas un outil prédictif et constate donc les gains instantanés engendrés par ces pratiques. Cependant, l’empreinte pourra rendre compte d’une éventuelle détérioration dans le futur : les sols pollués verront leur productivité et donc leur biocapacité diminuer.

### Empreinte écologique
Les activités humaines consomment des ressources et produisent des déchets. Aux cinq types de surfaces bioproductives correspondent six types d’empreintes (5 pour les ressources, un pour un type de déchet : le CO2)
- champs cultivés ;
- pâturages ;
- forêts pour le bois ;
- forêts pour la séquestration du carbone (ou empreinte carbone) ;
- pêcheries ;
- terrains construits.

Les forêts offrent donc deux services différents et en compétition : fournir des produits à base de bois ou séquestrer une partie du carbone émis par l’homme. Les forêts ne peuvent fournir les deux services à la fois : si l'on souhaite qu'une partie des forêts séquestrent du CO2 à long terme, il faut accepter de ne jamais les couper.
L'exemple simplifié qui suit permet de comprendre le principe de calcul utilisé pour chacune des empreintes partielles : 10 tonnes de bois sont nécessaires à une activité donnée ; or la productivité moyenne des forêts dans le monde est de 2 tonnes de bois par hectare par an. L’activité mobilise donc 5 hectares de forêts. On peut encore par la suite transformer les 5 hectares de forêts en hectares globaux ce qui permettra d’agréger les différentes empreintes partielles.

## Ordres de grandeur mondiaux et tendances
Avec une biocapacité d’environ 12,22 Ghag (milliards d'« hectares globaux ») et une population de 7,3 milliards d'humains, la biocapacité disponible par personne en 2014 était de 1,68 hag (« hectares globaux »). Or, un Terrien moyen avait besoin en 2014 de 2,84 hag. Le dépassement a donc été de 69 %, autrement dit il aurait fallu 1,69 planète pour fournir la consommation humaine de façon durable en 2014.
L'empreinte écologique mondiale a en fait dépassé la capacité biologique de la Terre à produire nos ressources et absorber nos déchets depuis le milieu des années 1980, ce qui signifie que l'on surconsomme déjà les réserves, en réalité en surexploitant les milieux.
La tendance à l'augmentation n'a pas encore pu être inversée, en raison de la difficulté de changer les modes de consommation et de production, en dépit des engagements et objectifs de développement durable établis aux sommets de la Terre de Rio de Janeiro en 1992 et de Johannesburg en 2002. Cette tendance découle en partie sur les importantes inégalités sociales et économiques entre les pays du Nord et du Sud global. Le Nord global compte beaucoup de pays dits « développés » qui ont une empreinte écologique par habitant nettement supérieure à la biocapacité de leur territoire. Ainsi, plusieurs pays du Moyen-Orient, les États-Unis et certains pays européens ont une empreinte écologique par habitant nettement supérieure à la biocapacité disponible de 1,68 hag/personne. À l’inverse, le Sud global abrite de nombreux pays dits « en voie de développement » qui ont une empreinte écologique en dessous de la moyenne de 1,68 hag/habitant. Ces écarts peuvent s’expliquer par trois facteurs : la démographie, la richesse et la technologie. Un pays très peuplé a forcément une empreinte écologique globale plus élevée qu’un pays moins peuplé. Toutefois, l’empreinte écologique par habitant d’un pays très peuplé n'est pas forcément supérieure à celle d’un pays peu peuplé (ex. : la Chine). La richesse est un moteur crucial de la consommation, si bien que les habitants des pays plus riches ont tendance, grâce à leur revenu supérieur, à consommer davantage, d'où une croissance de leur empreinte écologique personnelle. Enfin, Les avancées technologiques pourraient potentiellement diminuer l’empreinte écologique globale de certains pays. Mais les coûts liés à l’implantation de telles technologies peuvent encore accentuer les inégalités technologiques entre pays riches et pauvres. Ce facteur est donc difficilement universalisable.

### Ordres de grandeur par grandes zones géographiques
Quelques repères pour l'année 2014 :
- La moyenne mondiale de l'empreinte écologique est de 2,84 hag par personne alors que la biocapacité moyenne est de 1,68 hag par personne ; il faut donc 1,69 Terre pour couvrir la consommation de l'humanité ;
- Un Français a besoin de 4,7 hag pour maintenir son niveau de vie. Si tous les humains consommaient autant qu'un Français, il faudrait disposer de 2,79 planètes ;
- Un Américain a besoin de 8,37 hag pour sa consommation. Si tous les humains consommaient comme un Américain, il faudrait disposer de 4,97 planètes ;
- Un Brésilien a une empreinte écologique de 3,08 hag (1,83 planète) ;
- Un Chinois a une empreinte de 3,71 hag (2,21 planètes) ;
- Un Indien a une empreinte de 1,12 hag (0,67 planète).
- un Haïtien a une empreinte de 0,67 hag (0,4 planète).

### Quelques exemples d'empreintes
D'après la base de données du Global Footprint Network, les empreintes écologiques (hag par personne) étaient en 2014 :
| Amérique du Nord           | 8,33 |
| Europe occidentale         | 5,15 |
| Europe                     | 4,69 |
| Moyenne mondiale           | 2,84 |
| Amérique Latine et Caraïbe | 2,77 |
| Asie                       | 2,39 |
| Afrique                    | 1,39 |
| Asie du Sud                | 1,16 |
| Afrique centrale           | 1,11 |

| 1. Qatar               | 14,4 |
| 2. Luxembourg          | 12,9 |
| 3. Émirats arabes unis | 9    |
| 4. Bahrein             | 8,6  |
| 5. Koweït              | 8,6  |
| 6. Trinidad et Tobago  | 8,4  |
| 7. États-Unis          | 8,1  |
| 8. Canada              | 7,7  |
| 9. Mongolie            | 7,7  |
| 10. Estonie            | 7,1  |
| Australie              | 6,6  |
| Allemagne              | 4,8  |
| France                 | 4,4  |
| Chine                  | 3,6  |
| Turquie                | 3,4  |
| Brésil                 | 2,8  |
| Algérie                | 2,4  |
| Nigeria                | 1,1  |
| Inde                   | 1,2  |
| Indonésie              | 1,7  |
| Bangladesh             | 0,8  |
| Burundi                | 0,7  |

## En France
L'empreinte écologique française est pour plus de moitié due à l'empreinte carbone (i.e. aux émissions de CO2) : en 2014, l'empreinte écologique par habitant de la France s'élève à 4,7 hag, dont 2,59 hag d'empreinte carbone, soit 55 %. Au cours du dernier demi-siècle, la part de celle-ci a progressé de 50,8 % en 1961 à 55 % en 2014, devant l'agriculture.
| Composante        | 1961   | 2014  |
| Énergie           | 50,8 % | 55 %  |
| Cultures          | 19 %   | 20 %  |
| Forêts            | 10,6 % | 11 %  |
| Pâturages         | 12,1 % | 5,5 % |
| Artificialisation | 1,4 %  | 3,4 % |
| Pêche             | 6,1 %  | 4,5 % |

La branche française de l'ONG WWF annonce le 4 mai 2018 que le jour du dépassement français calculé par Global Fooprint Network tombe en 2018 le 5 mai. C'est-à-dire que si le monde entier émettait autant de carbone par ses activités, utilisait de terres productives, occupait autant de terrains bâtis que les Français, le Jour du dépassement de la Terre (jour à partir duquel l’humanité a consommé l’ensemble du budget annuel mondial disponible en ressources régéneratives) tomberait en 2018 le 5 mai. Autrement dit, il faudrait 2,9 Terre si toute l'humanité vivait comme les Français. Par ailleurs, si l'on compare l'empreinte écologique des Français à la biocapacité de la France (et non à la biocapacité de la planète par personne), on obtient un rapport de 1,8 : les Français demandent à leur pays 1,8 fois ce que sa capacité est capable de leur fournir.

### Empreinte écologique des régions et collectivités territoriales françaises
Dans les années 2008-2010, l'empreinte écologique a été de plus en plus questionnée par la communauté mondiale des chercheurs en économie écologique. Tommy Wiedmann et John Barret, du Stockholm Environment Institute, qui avaient établi une grande synthèse des critiques les plus fondées, maitrisaient d'autant mieux leur propos qu'ils avaient résolu, en collaboration avec Mathis Wackernagel, le problème à priori le plus crucial, alors, de l'empreinte écologique : son calcul, selon les normes établies du Global Footprint Network (GFN), pour les régions et sous territoires d'un pays quelconque. Ne concernant que des nations à leur plus large échelle, L'empreinte écologique des nations, publiée chaque année par le WWF, ne saurait en effet représenter en tant que telle un « tableau de bord » à l'usage des décideurs régionaux et locaux, seul susceptible de permettre une intervention, concrète, positive et directe, sur l'empreinte écologique de leurs territoires.
Ils avaient développée pour cela, au sortir d'un immense programme de recherche appliquée (The mass balance movement, qui couvrira, entre 1997 et 2005 environ, toutes les régions du Royaume-Uni), une nouvelle méthodologie d'obtention de ces empreintes territoriales, à partir de la "désagrégation" des comptes de l'empreinte nationale calculée par le Global Footprint Network : La méthodologie REAP (Ressources & Energy Analysis Program).
On obtenait enfin un outil très pertinent d'intervention sur des empreintes écologiques locales, à ce point efficace que nos auteurs et leurs autres collègues du programme purent présenter en février 2005, à l'adresse de Tony Blair et de son gouvernement, un rapport de synthèse reprenant l'ensemble des études sectorielles et régionales réalisées, avec leurs résultats, qu'ils purent symptomatiquement titrer : « Ecological Budget UK : Counting consumption » et sous titrer ainsi « CO2 emissions, material flows and Ecological Footprint of the UK by region and devolved country ». Ils avaient ainsi développés les moyens très concrets d'intervenir sur toutes les composantes internes de l'empreinte écologique, à partir de ses contenus effectifs constatés dans chacune des grandes collectivités et/ou grands et petits territoires d'un même pays. Ce qui permettait de surcroît d'établir un tout nouveau et surprenant « Budget écologique » de ce même pays.
Quand il prit connaissance vers 2007 de ce programme, de ses résultats et de la méthodologie REAP, Richard Loiret, professionnellement très impliqué, au service de la Région Provence-Alpes-Côte d'Azur (PACA), dans le développement de l'empreinte écologique, mais parfaitement conscient de ses limites concernant les territoires sous nationaux, s'empara de la méthode et entreprit de l'appliquer, pour la première fois en France. Il put obtenir au bout d'une année, pour la Région, ses départements et quelques autres collectivités territoriales, des résultats de nature identique aux anglais, qui furent personnellement validés par Tommy Wiedmann et Mathis Wackernagel. Ce qui lui permit de faire une publication présentant la méthodologie, ses résultats, les commentaires de ses concepteurs, puis de présenter celle-ci, en janvier 2009, au Président de la Région PACA (Michel Vauzelle), dans le cadre de la proposition d'un ambitieux programme inter-régional, Vers une nouvelle économie des ressources, visant la reproduction, en France, du Mass Balance Movement. Convaincu de l'intérêt de l'empreinte écologique pour les régions françaises, le Président décida d'aller plus loin, mais des aléas politiques stoppèrent l'initiative.

## Empreinte énergétique, ou empreinte écologique par type d'énergie utilisée
L'empreinte écologique est très liée à l'utilisation des énergies fossiles, mais pas seulement.
Pour évaluer l'empreinte écologique d'une énergie, il faut prendre en compte ses impacts sur l'ensemble de son cycle de vie, autrement dit son énergie grise ; la principale composante de leur empreinte écologique est constituée de leurs émissions de gaz à effet de serre ; les analyses de cycle de vie des diverses énergies permettent de calculer leur bilan carbone : la base carbone de l'ADEME donne les valeurs suivantes : 1 060 gCO2 eq/kWh pour l'électricité d'une centrale charbon, 730 gCO2 eq/kWh pour le fioul, 418 gCO2 eq/kWh pour le gaz, 12,7 gCO2 eq/kWh pour l'électricité éolienne, 55 gCO2 eq/kWh pour celle du solaire et 6 gCO2 eq/kWh pour celle du nucléaire.

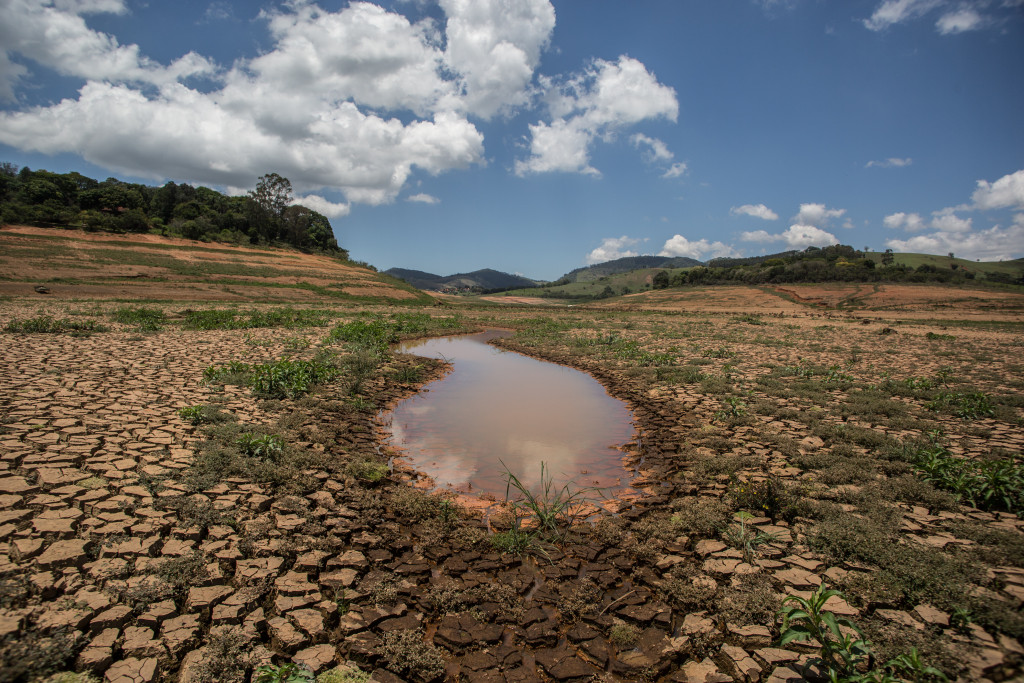
Déforestation de la forêt amazonienne. Forêt importante au Brésil

En ce qui concerne les agrocarburants, certains, notamment l'éthanol, ont une forte empreinte écologique, soit directe (déforestation au Brésil, déplacements de productions alimentaires dans d'autres pays) soit indirecte (en l'absence de règles contraignantes, il peut y avoir une forte consommation de dérivés pétroliers pour produire de l'éthanol dans les pays tempérés).

## Critiques
Certains partisans critiquent la méthode de calcul de l'empreinte écologique. Pour répondre à ces questions, Global Footprint Network a résumé les limites et les critiques méthodologiques dans un rapport détaillé disponible sur son site de web et ont aussi apporté des clarifications dans une récente publication dans Nature Sustainability.
Une source commune de la critique est que certains chercheurs ont confondu le système de comptabilité de l'empreinte écologique avec une théorie sociale ou une orientation politique, alors qu'en réalité, il s'agit simplement d'une mesure qui additionne les demandes humaines qui entrent en concurrence avec la capacité de régénération de la planète. Parmi les exemples de ces confusions, citons Grazi et al. (2007) qui ont effectué une comparaison systématique de la méthode de l'empreinte écologique avec l'analyse du bien-être spatial qui inclut les externalités environnementales, les effets d'agglomération et les avantages commerciaux. Ne reconnaissant pas que l'empreinte écologique n'est qu'une métrique, ils concluent que la méthode de l'empreinte ne conduit pas à un bien-être social maximal. De même, Peter Newman (2006) a fait valoir que le concept d'empreinte écologique peut avoir un parti pris anti-urbain, car il ne tient pas compte des opportunités créées par la croissance urbaine. Il fait valoir que le calcul de l'empreinte écologique pour des zones densément peuplées, comme une ville ou un petit pays avec une population comparativement importante - par exemple New York et Singapour respectivement - peut conduire à la perception de ces populations comme "parasites". Mais en réalité, les empreintes écologiques ne font que documenter la dépendance des villes à l'égard des ressources - comme une jauge de carburant documente la disponibilité du carburant d'une voiture.
D'après un article publié en 2013, la plupart des composantes de l'empreinte sont par définition proches de l'équilibre au niveau mondial. Autrement dit elles ne mesurent pas une possible surexploitation des ressources naturelles en question, seulement certains déséquilibres entre pays. À cause de ce problème, l'empreinte écologique mondiale est presque entièrement composée d'un seul élément : une estimation controversée de la surface de forêt supplémentaire qui serait nécessaire pour absorber le surplus de gaz à effet de serre que l'humanité injecte dans l'atmosphère en exploitant les énergies fossiles. Mais en réalité, comme le démontre l'empreinte écologique, le dépassement est la somme de toutes les demandes adressées à la nature, pour la nourriture, le bois, la séquestration du CO2. Tous ces éléments contribuent au dépassement, et pas seulement le CO2.
Pour la géographe et économiste Sylvie Brunel, « le concept d’empreinte écologique est une fumisterie ». Selon elle, l'empreinte écologique ne prendrait pas en compte « le progrès des techniques, qui permet de découpler la production de bien-être et la consommation de ressources ». En réalité, l'empreinte écologique est recalculée chaque année, en tenant compte ainsi de tous les changements technologiques intervenus.